# 85-й меридіан західної довготи
85-й меридіан західної довготи — лінія довготи, що лежить на 85 градусів західніше Гринвіцького меридіана. Вона проходить від Північного полюса через Північний Льодовитий океан, Північну Америку, Атлантичний океан, Центральну Америку, Тихий океан, Південний океан та Антарктиду до Південного полюса.
85-й меридіан західної довготи формує велике коло разом із 95-тим меридіаном східної довготи.

## Список географічних об'єктів, що перетинає 85° зх. д.
Починаючи на Північному полюсі та рухаючись до Південного полюса, 85-й меридіан західної довготи проходить через:
| Координати                                                 | Країна, територія або море | Примітки |
| ---------------------------------------------------------- | -------------------------- | --- |
| 90°0′ пн. ш. 85°0′ зх. д. / 90.000° пн. ш. 85.000° зх. д.  | Північний Льодовитий океан | |
| 82°28′ пн. ш. 85°0′ зх. д. / 82.467° пн. ш. 85.000° зх. д. | Канада                     | Нунавут — проходить через острови Елсмір і Аксел-Гейберг                                                                                    |
| 79°15′ пн. ш. 85°0′ зх. д. / 79.250° пн. ш. 85.000° зх. д. | Протока Юріка[en]          | |
| 78°54′ пн. ш. 85°0′ зх. д. / 78.900° пн. ш. 85.000° зх. д. | Канада                     | Нунавут — проходить через Баффінову Землю та Ховед[en]                                                                                      |
| 76°17′ пн. ш. 85°0′ зх. д. / 76.283° пн. ш. 85.000° зх. д. | Протока Джонс[en]          | |
| 75°40′ пн. ш. 85°0′ зх. д. / 75.667° пн. ш. 85.000° зх. д. | Канада                     | Нунавут — проходить через острів Девон |
| 74°38′ пн. ш. 85°0′ зх. д. / 74.633° пн. ш. 85.000° зх. д. | Протока Паррі              | |
| 73°47′ пн. ш. 85°0′ зх. д. / 73.783° пн. ш. 85.000° зх. д. | Канада                     | Нунавут — проходить через Баффінову Землю                                                                                                   |
| 73°39′ пн. ш. 85°0′ зх. д. / 73.650° пн. ш. 85.000° зх. д. | Затока Адміралтейства[en]  | |
| 73°21′ пн. ш. 85°0′ зх. д. / 73.350° пн. ш. 85.000° зх. д. | Канада                     | Нунавут — проходить через Баффінову Землю                                                                                                   |
| 70°5′ пн. ш. 85°0′ зх. д. / 70.083° пн. ш. 85.000° зх. д.  | Протока Ф'юрі-енд-Хекла    | |
| 69°48′ пн. ш. 85°0′ зх. д. / 69.800° пн. ш. 85.000° зх. д. | Канада                     | Нунавут — проходить через півострів Мелвілл, та острови Кікіктаалук[en] і Саутгемптон                                                       |
| 63°10′ пн. ш. 85°0′ зх. д. / 63.167° пн. ш. 85.000° зх. д. | Гудзонова затока           | |
| 55°16′ пн. ш. 85°0′ зх. д. / 55.267° пн. ш. 85.000° зх. д. | Канада                     | Онтаріо |
| 47°35′ пн. ш. 85°0′ зх. д. / 47.583° пн. ш. 85.000° зх. д. | Озеро Верхнє               | |
| 46°46′ пн. ш. 85°0′ зх. д. / 46.767° пн. ш. 85.000° зх. д. | США                        | Мічиган |
| 46°0′ пн. ш. 85°0′ зх. д. / 46.000° пн. ш. 85.000° зх. д.  | Озеро Мічиган              | |
| 45°39′ пн. ш. 85°0′ зх. д. / 45.650° пн. ш. 85.000° зх. д. | США                        | Мічиган Індіана Кентуккі Теннессі Джорджія Алабама Джорджія — приблизно на 3 км Флорида — проходить через материк та острів Сент-Джордж[en] |
| 29°36′ пн. ш. 85°0′ зх. д. / 29.600° пн. ш. 85.000° зх. д. | Мексиканська затока        | Проходить західніше Куби |
| 21°50′ пн. ш. 85°0′ зх. д. / 21.833° пн. ш. 85.000° зх. д. | Карибське море             | |
| 15°59′ пн. ш. 85°0′ зх. д. / 15.983° пн. ш. 85.000° зх. д. | Гондурас                   | |
| 14°43′ пн. ш. 85°0′ зх. д. / 14.717° пн. ш. 85.000° зх. д. | Нікарагуа                  | Проходить через озеро Нікарагуа |
| 10°58′ пн. ш. 85°0′ зх. д. / 10.967° пн. ш. 85.000° зх. д. | Коста-Рика                 | |
| 9°44′ пн. ш. 85°0′ зх. д. / 9.733° пн. ш. 85.000° зх. д.   | Тихий океан                | |
| 60°0′ пд. ш. 85°0′ зх. д. / 60.000° пд. ш. 85.000° зх. д.  | Південний океан            | |
| 73°25′ пд. ш. 85°0′ зх. д. / 73.417° пд. ш. 85.000° зх. д. | Антарктида                 | Проходить через Чилійську Антарктику (претендує Чилі)                                                                                       |